# Körutazás a Balkánon
Körutazás a Balkánon (węg. Tourneé po Bałkanach) – album koncertowy zespołu Bikini. Nagrań dokonano podczas koncertu w Budapest Sportcsarnok w Budapeszcie, który odbył się 31 października 1997 roku. Album został wydany przez Hungaroton-Gong na dwóch płytach CD oraz dwóch kasetach magnetofonowych.

## Lista utworów

### 1
1. „A szabadság rabszolgái” (4:01)
2. „Ébredés után” (4:12)
3. „Mondd el” (4:40)
4. „Ezt nem tudom másképp mondani” (4:19)
5. „Hazudtunk egymásnak” (4:30)
6. „Legyek jó” (2:54)
7. „Temesvári vasárnap” (5:25)
8. „Közeli helyeken” (4:32)
9. „Adj helyet” (2:35)
10. „Bátyuska” (2:37)

### 2
1. „Valóság állomás” (4:48)
2. „Itthon vagyok” (4:25)
3. „Olcsó vigasz” (4:15)
4. „Füstmérgezés” (4:36)
5. „Nehéz a dolga” (3:57)
6. „Ha volna még időm” (4:23)
7. „Csak dolgozni ne kelljen” (3:55)
8. „Fagyi” (2:59)
9. „Ki visz haza” (4:30)
10. „Mielőtt elmegyek” (5:14)

## Skład zespołu
- Lajos D. Nagy – wokal
- Alajos Németh – gitara basowa
- Zsolt Daczi – gitara
- József Vedres – gitara
- Péter Gallai – instrumenty klawiszowe, wokal (5)
- Bertalan Hirleman – perkusja
- Zoltán Kató – saksofon